# Ограбление в Фонарном переулке
Ограбление в Фонарном переулке — одно из крупнейших ограблений периода революции 1905—1907 гг. Произошло 14 (27) октября 1906 года в Петербурге. Совершено боевой дружиной эсеров-максималистов.

## Подготовка
Вопрос о пополнении кассы обсуждался в организации максималистов почти с первых дней её основания. При большом размахе деятельности организации деньги тратились с большой быстротой. Было решено захватить таможенные суммы при перевозке их из Санкт-Петербургской таможни в Государственный банк.
Сведения о времени отправки денег и размерах перевозимых сумм доставлялись Н. П. Пумпянским через знакомых служащих в банке. Бомбы для боевиков изготовил В. О. Лихтенштадт.
Последнее собрание членов отряда состоялось за 3 дня до ограбления в Финляндии, на даче близ ст. Мустомяки. Было решено «взять» деньги на углу Фонарного переулка и Екатерининского канала.
По принятому плану роли были распределены следующим образом: двое человек должны были стать на перекидном мостике и остановить карету бомбами, брошенными под лошадей. Несколько человек на Львином мосту (среди них Садков и Мишин) составляли прикрытие против полицейского участка и сыскного отделения, трое (в том числе Рабинович) на Казанской, со стороны Вознесенских казарм. Раппопорт и Ткаченко ждали в чайной на углу, Каган — в ресторане в Прачешном переулке.
Толмачев и Степан Голубев с экипажами остановились в Фонарном переулке. Ещё одной извозчичьей пролеткой правил Кишкель.

## Участники ограбления
В боевой группе максималистов было 16 человек. В большинстве это была русская, еврейская и украинская молодежь в возрасте 18-20 лет. В группу входили:
- «Товарищ Сергей» — руководитель отряда.
- Адель Каган — дочь купца из Гродно, член гродненской организации с.-р.
- Александр Константинович Кишкель — уроженец местечка Крынок Гродненской губернии, рабочий-кожевник. В 1905 г. привлекался к дознанию при Гродненском жандармском управлении. В апреле 1906 вступил в Белостокскую организацию с.-р., в мае 1906 приехал в Петербург.
- Давид Раппопорт — Уроженец Кривого Рога Херсонской губернии, рабочий-слесарь. В июне 1906 г. был арестован за участие в ограблении динамитного погреба рудника Копылова и выслан в Архангельскую губернию. Бежал из ссылки и, приехав в Петербург, примкнул к организации максималистов.
- Емельян Иванович Ткаченко — рабочий из крестьян Полтавской губернии.
- Александр Дмитриевич Садков — рабочий из крестьян Тверской губернии.
- Никанор Толмачев — бывший матрос.
- Ицко Файвелев Рабинович — Уроженец местечка Дятлово Гродненской губернии. В 1905 в Дятлове состоял членом Бунда.
- Иван Мишин — Уроженец Брянска, рабочий. В конце 1905 или начале 1905 приехал в Гомель из Екатеринослава после покушения и вооруженного сопротивления при аресте. Примкнул к Гомельской рабочей дружине «терроистов-экспроприаторов», участвовал в целом ряде местных террористических актов. В октябре 1905 был тяжело ранен на демонстрации в Брянске. Вступил в Петербургскую организацию через «Медведя».
- Лаврентий Шаляхин — рабочий из Екатеринослава.
- Степан Голубев
- «Соломон»
- «Ленька»

## Ограбление
Деньги в карете везли казначей портовой таможни Герман и два счетчика. Их охранял конвой из 6 конных жандармов. Когда карета подъехала к месту нападения, Шаляхин бросил бомбу. Взрывом была убита одна из лошадей и ранена другая, карета остановилась. Затем было брошено ещё две бомбы.
Герман и служащие таможни выскочив из кареты, бросились бежать. Жандармы, не сдержав напуганных взрывом лошадей, ускакали. Также не сумев сдержать лошадей, ускакали и Толмачев с Голубевым.
Нападавшие захватили два мешка с деньгами. Третий мешок с ценными бумагами был брошен на месте. Деньги были увезены Аделью Каган и Кишкелем на экипаже.
Нападавшие стали отстреливаясь отступать и разбегаться по разным направлениям. Их преследовали городовые, солдаты, дворники и прохожие, сбежавшиеся к месту происшествия.
В перестрелке получили ранения 3 жандарма, два дворника и двое прохожих.
Из нападавших было убито двое «Соломон» и «Ленька». Четверо: «товарищ Сергей», Мишин, Рабинович и Эйхенбаум были схвачены на месте. Остальные участники нападения смогли скрыться. Двое из них — «извозчики» Толмачев и Голубев были арестованы через несколько часов.

## Суд
Уже 16 октября военно-полевому суду были преданы 11 человек. Это были арестованные на месте преступления «т. Сергей», Рабинович, Эйхенбаум (Яков Смирнов), Мишин, два «извозчика» (Толмачев и Голубев), Виноградов, Дорофеев (Василий Стребулаев) и три «газетчика» — Михайлов, Никита Лебедев и Варешкин.
17 октября военно-полевой суд приговорил к смертной казни 8 человек. Дело о трёх «газетчиках» было отправлено на доследование.
Приговор был приведен в исполнение утром 18 октября в Кронштадте на Северной батарее № 6.